# Christiane Brand
Christiane Brand (* 30. August 1973) ist eine ehemalige deutsche Ruderin. Ihr größter Erfolg war der Sieg bei den Weltmeisterschaften im Leichtgewichts-Doppelvierer im Jahr 1997 sowie der zweimalige Sieg bei den U23-Weltmeisterschaften im Leichtgewichts-Doppelzweier.
Brand war 1992 erstmals Teil der deutschen Nationalmannschaft, als sie im Leichtgewichts-Doppelzweier mit Ulrike Dohnke den zweiten Platz bei den Deutschen Meisterschaften belegte und für den Nations Cup, die inoffizielle U23-Weltmeisterschaften, nominiert wurde. Dort gewann die Mannschaft Gold. 1993 wurde sie Deutsche Meisterin im Leichtgewichts-Einer und daher für die Weltmeisterschaften in Racice nominiert, wo sie mit gerade einmal 20 Jahren in dieser Bootsklasse den elften Platz belegte.
In den folgenden zwei Jahren startete sie wieder in der Altersklasse U23, gewann 1994 im leichten Einer Bronze und wurde 1995 zusammen mit Angelika Brand erneut U23-Weltmeisterin im Leichtgewichts-Doppelzweier.
1996 war Brand Mitglied des deutschen Frauen-Vierers ohne Steuerfrau, der bei den Weltmeisterschaften in Strathclyde den sechsten Platz erreichte. 1997 startete sie mit Gunda Reimers, Christine Morawitz und Nicole Faust im Leichtgewichts-Doppelvierer, der seit diesem Jahr den Vierer ohne Steuerfrau ersetzte, bei den Weltmeisterschaften in Aiguebelette und wurde Weltmeisterin.
Anschließend beendete Brand, die für den Karlsruher RV Wiking startete, ihre Karriere.

## Internationale Erfolge
- 1992: 1. Platz U23-Weltmeisterschaften im Leichtgewichts-Doppelzweier
- 1993: 11. Platz Weltmeisterschaften im Leichtgewichts-Einer
- 1994: 3. Platz U23-Weltmeisterschaften im Leichtgewichts-Einer
- 1995: 1. Platz U23-Weltmeisterschaften im Leichtgewichts-Doppelzweier
- 1996: 6. Platz Weltmeisterschaften im Leichtgewichts-Vierer ohne Steuerfrau
- 1997: 1. Platz Weltmeisterschaften im Leichtgewichts-Doppelvierer